# Baffin (non organisé)
Pour les articles homonymes, voir Baffin.
Baffin, Unorganized en français : « Baffin non organisé » est une division territoriale établie par Statistique Canada située dans la région de Qikiqtaaluk dans le territoire canadien du Nunavut. Elle couvre tout le territoire de la région en dehors des treize communautés.
Le territoire comprend la station météorologique Eureka et la base des Forces canadiennes Alert. Ces deux dernières incluent toute la population de Baffin, Unorganized.
C'est la division de recensement la plus étendue du Canada en superficie.

## Établissements pris en compte
Les établissements pris en compte par Statistique Canada sont :
- Achiwapaschikisit
- Alert
- Alexandra Fiord (en)
- Amadjuak
- Aquiatulavik Point
- Cape Dyer
- Cape Smith (en)
- Charlton Depot
- Craig Harbour
- Dundas Harbour (en)
- Eureka
- Fort Conger
- Hazen Camp (en)
- Isachsen
- Kekerten
- Killiniq
- Kipisa
- Kivitoo
- Mikwasiskwaw Umitukap Aytakunich
- Nottingham Island
- Nuwata
- Padloping Island
- Polaris
- Port Burwell
- Resolution Island
- Tanquary Camp (en)
- Tupialuviniq

## Démographie
Selon le recensement de Statistique Canada de 2006 :
- Population : 5
- Changement de population entre 2001 et 2006 : -93,3 %
- Logements privés : 35
- Superficie : 1 038 839,02 km2
- Densité de population : 5 × 10−6  habitant au km2